# Публій Рутілій Луп (консул)
Пу́блій Руті́лій Луп (лат. Publius Rutilius Lupus, 133/131 — 90) — політичний, державний та військовий діяч Римської республіки, консул 90 року до н. е.

## Життєпис
Походив з роду нобілів Рутіліїв. Син Луція Рутілія Лупа. Про молоді роки мало відомостей. 
90 року до н. е.  обраний консулом разом з Луцієм Юлієм Цезарем. Коли 91 року до н. е. розпочалася Союзницька війна римлян з італіками, Рутілій очолив одну з двох армій. Він повинен був привести до покори племена піценів, пелігнів, сабінів, марсів, вестінів. Вже 10 червня римські військові частини були розбиті у долині річки Толенус очільником марсів Ветієм Скатом. У цій битві Публій Рутілій був смертельно поранений. Його тіло переправив до Риму легат Гай Марій.

## Родина
- Публій Рутілій Луп[de], народний трибун 56 року до н. е.